# Basi
A basi (başi törökül szó szerint „valaminek a feje”) török katonai és tisztségviselői rang volt. Az Oszmán Birodalomban különböző vezetőket jelölt, akiknek rangja gyakran a bég után következett. A hadseregben kb. a századosnak felelt meg, a polgári kormányzatban elöljárói, bírói, rendőri jellegű feladatokat látott el.
Basi rangú katonai vezetők voltak a cseribasi, delibasi, janicsárbasi, szubasi és topcsibasi.
Valószínűleg a török pasa méltóságnévvel összevont alakjából alakult ki a magyar „basa” szó a török hódoltság-kori magyar nyelvben.